# Amphistichus koelzi
Amphistichus koelzi is een  straalvinnige vissensoort uit de familie van brandingbaarzen (Embiotocidae). De wetenschappelijke naam van de soort is voor het eerst geldig gepubliceerd in 1933 door Hubbs.
De soort staat op de Rode Lijst van de IUCN als niet bedreigd, beoordelingsjaar 2009.